# Championnat de Formule 3 FIA 2023
Navigation
2022 2024
Le Championnat de Formule 3 FIA 2023 est la cinquième édition du championnat qui succède au GP3 Series et au Championnat d'Europe de Formule 3. Comportant 18 courses reparties en 9 manches, il démarre le 3 mars à Sakhir et se termine le 3 septembre à Monza.

## Repères en début de saison

### Changement de régulation technique
Les Formule 2 et Formule 3 vont rouler avec 55% de carburant durable en 2023. Dans le but de réduire l'empreinte carbone des championnats, une augmentation progressive est prévue jusqu'à la saison 2027, où l'utilisation de 100% de carburant durable est prévue.

### Écuries
- Charouz est remplacée par PHM Racing, qui fait ses débuts dans le championnat[1].

### Pilotes

#### Débutants
- Dino Beganovic, champion en titre de Formule Régionale européenne, fait ses débuts chez Prema Racing[2].
- Gabriele Minì, deuxième de Formule Régionale européenne, fait ses débuts chez Hitech Pulse-Eight[3].
- Paul Aron, troisième de Formule Régionale européenne, fait ses débuts chez Prema Racing[4].
- Oliver Goethe, champion en titre de l’Euroformula Open, fait ses débuts chez Trident[5].
- Luke Browning, champion en titre de Formule 3 britannique, fait ses débuts chez Hitech Pulse-Eight[6].
- Nikola Tsolov, champion en titre de Formule 4 espagnole, fait ses débuts chez ART Grand Prix[7].
- Taylor Barnard, deuxième de Formule 4 allemande, fait ses débuts chez Jenzer Motorsport[8].
- Hugh Barter, deuxième de Formule 4 française et espagnole, fait ses débuts chez Campos Racing[9].
- Oliver Gray, deuxième de Formule 4 britannique, fait ses débuts chez Rodin Carlin[10].
- Christian Mansell, troisième d’Euroformula Open, fait ses débuts chez Campos Racing[11].
- Nikita Bedrin, quatrième de Formule 4 allemande, fait ses débuts chez Jenzer Motorsport[12].
- Roberto Faria, cinquième de Formule 3 britannique, fait ses débuts chez PHM Racing by Charouz[13].
- Gabriel Bortoleto, sixième de Formule Régionale européenne, fait ses débuts chez Trident[14].
- Alex García, septième d'Euroformula Open, fait ses débuts chez Jenzer Motorsport[15].
- Leonardo Fornaroli, huitième de Formule Régionale européenne, fait ses débuts chez Trident[16].
- Mari Boya, dixième de Formule Régionale européenne, fait ses débuts chez MP Motorsport[17].
- Sebastián Montoya, treizième de Formule Régionale européenne, fait ses débuts chez Hitech Pulse-Eight[18].
- Tommy Smith, dix-neuvième de Formule 3 britannique, fait ses débuts chez Van Amersfoort Racing[19].
- Piotr Wiśnicki, trente-cinquième de Formule Régionale européenne, fait ses débuts chez PHM Racing by Charouz[20].

#### Transferts
- Zak O'Sullivan quitte Carlin pour rejoindre Prema Racing[21].
- Kaylen Frederick quitte Hitech Grand Prix pour rejoindre ART Grand Prix[22].
- Franco Colapinto quitte Van Amersfoort Racing pour rejoindre MP Motorsport[23].
- Jonny Edgar quitte Trident pour rejoindre MP Motorsport[24].
- Caio Collet quitte MP Motorsport pour rejoindre Van Amersfoort Racing[25].
- Hunter Yeany quitte Campos Racing pour rejoindre Rodin Carlin[26].
- Ido Cohen quitte Jenzer Motorsport et retourne chez Rodin Carlin[27].

#### Départs
- Victor Martins, champion en titre, part en Formule 2 où il courra pour ART Grand Prix[28].
- Zane Maloney, deuxième du championnat, part en Formule 2 où il courra pour Carlin[29].
- Oliver Bearman, troisième du championnat, part en Formule 2 où il courra pour Prema Racing[30].
- Isack Hadjar, quatrième du championnat, part en Formule 2 où il courra pour Hitech Grand Prix[31].
- Roman Staněk, cinquième du championnat, part en Formule 2 où il courra pour Trident[32].
- Arthur Leclerc, sixième du championnat, part en Formule 2 où il courra pour DAMS[33].
- Jak Crawford, septième du championnat, part en Formule 2 où il courra pour Hitech Grand Prix[31].
- Kush Maini, quatorzième du championnat, part en Formule 2 où il courra pour Campos[34].
- Brad Benavides, vingt-troisième du championnat, part en Formule 2 où il courra pour PHM Racing by Charouz[35].
- Francesco Pizzi, vingt-septième du championnat, part courir en USF Pro 2000 Championship[36].

#### Retours
- Sophia Flörsch, trentième du championnat en 2020, fait son retour dans le championnat chez PHM Racing by Charouz[37].

## Écuries et pilotes
Toutes les écuries disposent de châssis Dallara F3/19 équipés de moteurs Mecachrome V6 et chaussés de pneumatiques Pirelli.
| Équipe                | N° | Pilote              | Manches |
| --------------------- | -- | ------------------- | ------- |
| Prema Racing          | 1  | Paul Aron           | Toutes  |
| Prema Racing          | 2  | Dino Beganovic      | Toutes  |
| Prema Racing          | 3  | Zak O'Sullivan      | Toutes  |
| Trident               | 4  | Leonardo Fornaroli  | Toutes  |
| Trident               | 5  | Gabriel Bortoleto   | Toutes  |
| Trident               | 6  | Oliver Goethe       | Toutes  |
| ART Grand Prix        | 7  | Kaylen Frederick    | Toutes  |
| ART Grand Prix        | 8  | Grégoire Saucy      | Toutes  |
| ART Grand Prix        | 9  | Nikola Tsolov       | Toutes  |
| MP Motorsport         | 10 | Franco Colapinto    | Toutes  |
| MP Motorsport         | 11 | Mari Boya           | Toutes  |
| MP Motorsport         | 12 | Jonny Edgar         | Toutes  |
| Hitech Pulse-Eight    | 14 | Sebastián Montoya   | Toutes  |
| Hitech Pulse-Eight    | 15 | Gabriele Minì       | Toutes  |
| Hitech Pulse-Eight    | 16 | Luke Browning       | Toutes  |
| Van Amersfoort Racing | 17 | Caio Collet         | Toutes  |
| Van Amersfoort Racing | 18 | Rafael Villagómez   | Toutes  |
| Van Amersfoort Racing | 19 | Tommy Smith         | Toutes  |
| Rodin Carlin          | 20 | Oliver Gray         | Toutes  |
| Rodin Carlin          | 21 | Hunter Yeany        | 1-5     |
| Rodin Carlin          | 21 | Max Esterson        | 6-7     |
| Rodin Carlin          | 21 | Francesco Simonazzi | 8-9     |
| Rodin Carlin          | 22 | Ido Cohen           | Toutes  |
| Campos Racing         | 23 | Pepe Martí          | Toutes  |
| Campos Racing         | 24 | Christian Mansell   | Toutes  |
| Campos Racing         | 25 | Hugh Barter         | 1-8     |
| Campos Racing         | 25 | Joshua Dufek        | 9       |
| Jenzer Motorsport     | 26 | Nikita Bedrin       | Toutes  |
| Jenzer Motorsport     | 27 | Taylor Barnard      | Toutes  |
| Jenzer Motorsport     | 28 | Alex García         | Toutes  |
| PHM Racing by Charouz | 29 | Sophia Flörsch      | Toutes  |
| PHM Racing by Charouz | 30 | Roberto Faria       | Toutes  |
| PHM Racing by Charouz | 31 | Piotr Wiśnicki      | 1-4     |
| PHM Racing by Charouz | 31 | McKenzy Cresswell   | 5-6     |
| PHM Racing by Charouz | 31 | Michael Shin        | 7-9     |

## Résultats des tests de pré-saison
| Date         | Lieu               | Circuit              | Pilote le plus rapide | Équipe            | Tour le plus rapide |
| ------------ | ------------------ | -------------------- | --------------------- | ----------------- | ------------------- |
| 21 septembre | Jerez, Espagne     | Circuit de Jerez     | Gabriele Minì         | Hitech Grand Prix | 1 min 30 s 500      |
| 22 septembre | Jerez, Espagne     | Circuit de Jerez     | Gabriel Bortoleto     | Trident           | 1 min 29 s 554      |
| 23 septembre | Jerez, Espagne     | Circuit de Jerez     | Franco Colapinto      | MP Motorsport     | 1 min 29 s 617      |
| 14 février   | Sakhir, Bahreïn    | Circuit de Sakhir    | Grégoire Saucy        | ART Grand Prix    | 1 min 47 s 563      |
| 15 février   | Sakhir, Bahreïn    | Circuit de Sakhir    | Grégoire Saucy        | ART Grand Prix    | 1 min 46 s 642      |
| 16 février   | Sakhir, Bahreïn    | Circuit de Sakhir    | Gabriel Bortoleto     | Trident           | 1 min 47 s 417      |
| 13 avril     | Barcelone, Espagne | Circuit de Barcelone | Gabriel Bortoleto     | Trident           | 1 min 27 s 221      |
| 14 avril     | Barcelone, Espagne | Circuit de Barcelone | Gabriele Minì         | Hitech Grand Prix | 1 min 26 s 319      |
| 18 avril     | Imola, Italie      | Circuit d'Imola      | Nikita Bedrin         | Jenzer Motorsport | 1 min 30 s 368      |
| 19 avril     | Imola, Italie      | Circuit d'Imola      | Gabriel Bortoleto     | Trident           | 1 min 30 s 312      |

## Calendrier
| no | Date              | Grand Prix                    | Lieu              |
| -- | ----------------- | ----------------------------- | ----------------- |
| 1  | 3-5 mars          | Grand Prix de Bahreïn         | Sakhir            |
| 2  | 31 mars-2 avril   | Grand Prix d'Australie        | Melbourne         |
| 3  | 26-28 mai         | Grand Prix de Monaco          | Monaco            |
| 4  | 2-4 juin          | Grand Prix d'Espagne          | Barcelone         |
| 5  | 30 juin-2 juillet | Grand Prix d'Autriche         | Red Bull Ring     |
| 6  | 7-9 juillet       | Grand Prix de Grande-Bretagne | Silverstone       |
| 7  | 21-23 juillet     | Grand Prix de Hongrie         | Hungaroring       |
| 8  | 28-30 juillet     | Grand Prix de Belgique        | Spa-Francorchamps |
| 9  | 1-3 septembre     | Grand Prix d'Italie           | Monza             |

## Résultats
| Manche | Manche | Circuit           | Pole position      | Meilleur tour      | Pilote vainqueur  | Écurie gagnante       |
| ------ | ------ | ----------------- | ------------------ | ------------------ | ----------------- | --------------------- |
| 1      | S      | Sakhir            |                    | Pepe Martí         | Pepe Martí        | Campos Racing         |
| 1      | C      | Sakhir            | Gabriele Minì      | Gabriel Bortoleto  | Gabriel Bortoleto | Trident               |
| 2      | S      | Melbourne         |                    | Franco Colapinto   | Zak O'Sullivan    | Prema Racing          |
| 2      | C      | Melbourne         | Gabriel Bortoleto  | Grégoire Saucy     | Gabriel Bortoleto | Trident               |
| 3      | S      | Monaco            |                    | Hugh Barter        | Pepe Martí        | Campos Racing         |
| 3      | C      | Monaco            | Gabriele Minì      | Gabriele Minì      | Gabriele Minì     | Hitech Pulse-Eight    |
| 4      | S      | Barcelone         |                    | Zak O'Sullivan     | Zak O'Sullivan    | Prema Racing          |
| 4      | C      | Barcelone         | Pepe Martí         | Pepe Martí         | Pepe Martí        | Campos Racing         |
| 5      | S      | Red Bull Ring     |                    | Paul Aron          | Paul Aron         | Prema Racing          |
| 5      | C      | Red Bull Ring     | Grégoire Saucy     | Dino Beganovic     | Zak O'Sullivan    | Prema Racing          |
| 6      | S      | Silverstone       |                    | Leonardo Fornaroli | Franco Colapinto  | MP Motorsport         |
| 6      | C      | Silverstone       | Leonardo Fornaroli | Zak O'Sullivan     | Oliver Goethe     | Trident               |
| 7      | S      | Hungaroring       |                    | Gabriel Bortoleto  | Gabriele Minì     | Hitech Pulse-Eight    |
| 7      | C      | Hungaroring       | Zak O'Sullivan     | Zak O'Sullivan     | Zak O'Sullivan    | Prema Racing          |
| 8      | S      | Spa-Francorchamps |                    | Caio Collet        | Caio Collet       | Van Amersfoort Racing |
| 8      | C      | Spa-Francorchamps | Pepe Martí         | Grégoire Saucy     | Taylor Barnard    | Jenzer Motorsport     |
| 9      | S      | Monza             |                    | Oliver Goethe      | Franco Colapinto  | MP Motorsport         |
| 9      | C      | Monza             | Oliver Goethe      | Gabriel Bortoleto  | Jonny Edgar       | MP Motorsport         |

## Classements

### Système de points
Les points des 2 courses sont attribués aux 10 premiers pilotes classés. La pole position de la course principale rapporte 2 points, et dans chaque course, 1 point est attribué pour le meilleur tour en course réalisé par un pilote finissant dans le top 10. Ce système d'attribution des points est utilisé pour chaque manche du championnat.
Les qualifications déterminent l'ordre de départ de la course principale (course 2). L'ordre de départ de la course 1 est déterminé selon l'ordre des qualifications avec les douze premiers pilotes inversés.
Course principale (course 2) :
| Position | 1er | 2e | 3e | 4e | 5e | 6e | 7e | 8e | 9e | 10e | Pole | MT |
| Points   | 25  | 18 | 15 | 12 | 10 | 8  | 6  | 4  | 2  | 1   | 2    | 1  |

Course sprint (course 1) :
| Position | 1er | 2e | 3e | 4e | 5e | 6e | 7e | 8e | 9e | 10e | MT |
| Points   | 10  | 9  | 8  | 7  | 6  | 5  | 4  | 3  | 2  | 1   | 1  |